# Cantonul Carnières
Cantonul Carnières este un canton din arondismentul Cambrai, departamentul Nord, regiunea Nord-Pas-de-Calais, Franța.

## Comune
- Avesnes-les-Aubert
- Beauvois-en-Cambrésis
- Béthencourt
- Bévillers
- Boussières-en-Cambrésis
- Carnières (reședință)
- Cattenières
- Estourmel
- Fontaine-au-Pire
- Quiévy (Kevi)
- Rieux-en-Cambrésis
- Saint-Aubert
- Saint-Hilaire-lez-Cambrai
- Villers-en-Cauchies
- Wambaix